# História de Aragão

Localização de Aragão, comunidade autónoma da Espanha contemporânea.

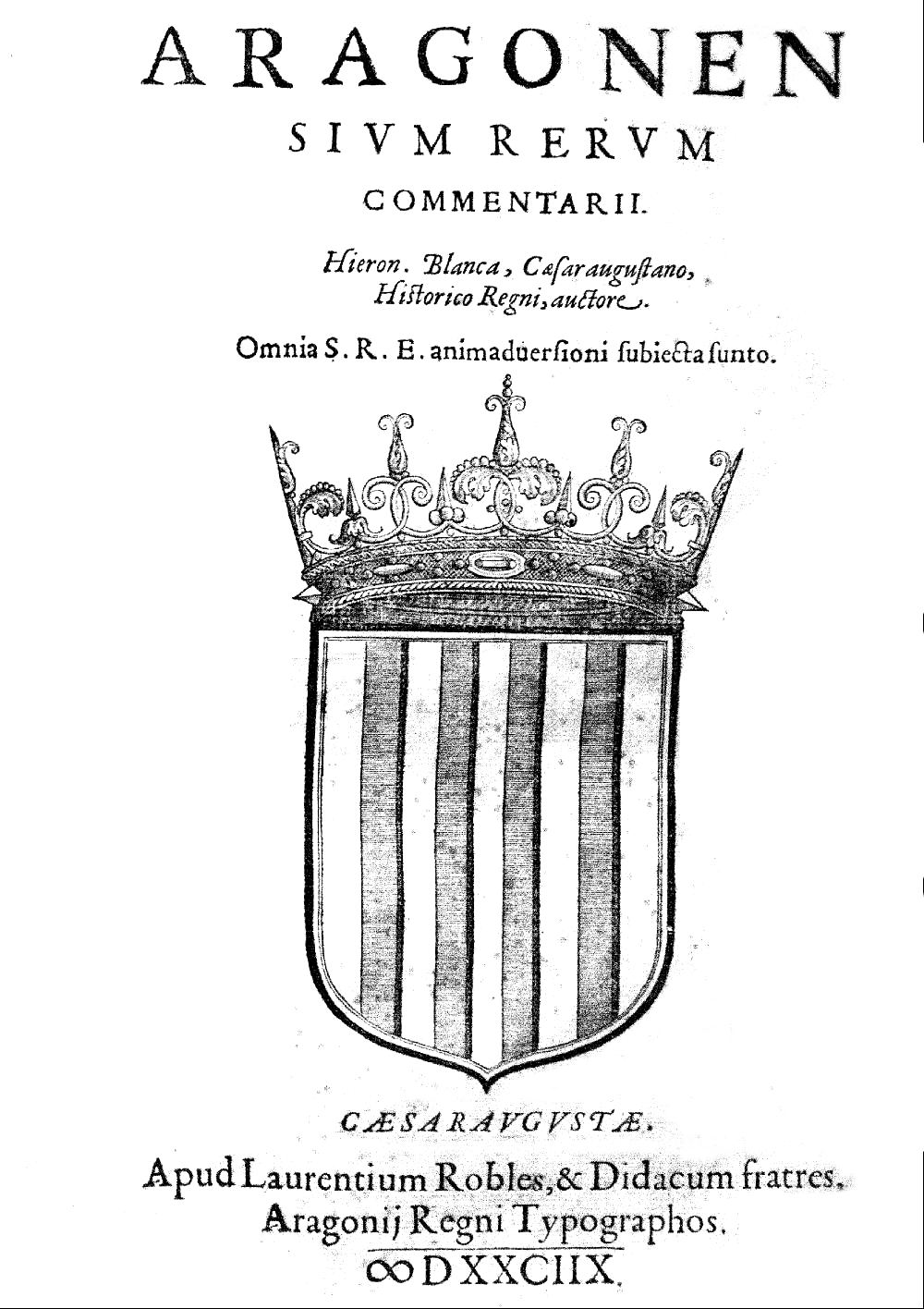
Frontispício da obra histórica de Jerónimo Blancas, Aragonensium rerum comentarii, publicado em 1588 em Saragoça pelos frades Lorient e Diego Robles. Trata-se de uma das primeiras histórias de Aragão.

A presença humana nas terras que hoje formam a comunidade autónoma de Aragão data de há vários milénios, mas Aragão, como muitas das atuais regiões históricas, é fruto da Idade Média. O nome de Aragão aparece pela primeira vez no ano 828.
A história de Aragão começa com a invasão muçulmana no século VIII. Desde então iria a ampliar as suas fronteiras durante os séculos nos quais primeiro foi condado, depois reino, e mais tarde conselho e audiência, até constituir hoje em dia uma Comunidade Autónoma, apesar de carecer de unidade geográfica ou natural, linguística e mesmo étnica.
Na Idade Média desenvolveu-se e consolidou-se o Aragão atual. Os seus principais pilares foram a Coroa, as Cortes, a Deputação do Reino de Aragão e o Direito Foral. Origem desde o século XII de uma federação de estados de entidade diversa, a Coroa de Aragão; o seu peso específico enfraqueceu-se pouco a pouco dentro dela até chegar à Idade Moderna, quando se integrou num Reino de Espanha ainda mais centralizado. Deve-se destacar que em 1414 no Compromisso de Caspe a dinastia que começou a reger, pela morte do último herdeiro da casa anterior, foi a casa castelhana dos Trastâmara.
Desde as Alterações de Aragão de 1591, quando Filipe II de Espanha matou o justícia de Aragão Dom João de Lanuza, até o século XVIII, no ano 1707, quando foram promulgados os Decretos do Novo Plano, Aragão foi cedendo gradualmente todos os seus direitos, foros e outras particularidades históricas que havia conseguido com o passar dos anos.
A Guerra Peninsular deu motivo de reativação. Durante o século XIX, os carlistas, que procuraram adeptos à sua causa em esta terra, ofereceram devolverem as passadas liberdades forais.
Assim, no século XX, na etapa republicana, o sentimento regionalista alcançou as maiores cotas, mas a Guerra Civil Espanhola apagou todos os projetos autonómicos.
O Regime Franquista adormeceu as ânsias aragonesistas que hoje, reforçadas, tentam despontarem.

## Idade Média
O Reino de Aragão, junto com o Condado de Barcelona (Catalunha) formava a Coroa de Aragão no século XII, ainda que permanecesse totalmente independente conservando todas as suas instituições, foros e  direitos até à Guerra da Sucessão Espanhola no século XVIII.

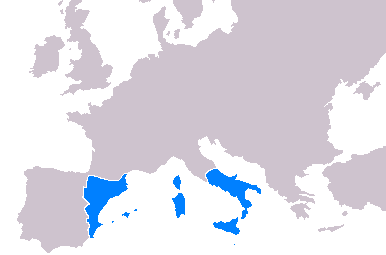
A Coroa de Aragão no século XV.

Com o casamento do conde Raimundo Berengário IV (do Condado de Barcelona) com Petronila de Aragão (do Reino de Aragão) formou-se a Coroa de Aragão. A expansão da Coroa de Aragão iniciou-se com a conquista das cidades de Lérida, Tortosa, Reino de Maiorca (nas ilhas Baleares), Reino de Valência (que permaneceu com corte própria), Reino da Sicília, Minorca (nas Ilhas Baleares), Reino da Sardenha.
Até às primeiras décadas do século XIV, a coroa teve o seu apogeu, que que começou a mudar com o surgimento de catástrofes naturais, crises demográficas, recessão da economia catalã, o surgimento de tensões sociais e a crise de sucessão (o Rei Martin I não deixou sucessor nomeado). Em 1443, após a conquista do Reino de Nápoles a crise agravou-se. Em 1469, o Rei Fernando II de Aragão casou-se com Isabel I de Castela, o que conduziu a uma união dos dois reinos e à formação de uma monarquia espanhola.

## Idade Contemporânea
Desde 1978, Aragão é uma comunidade autónoma espanhola, composta pelas províncias de Huesca, Teruel e Saragoça. A sua capital é a cidade de Saragoça. Desde 2 de Agosto de 1999, Marcelino Iglesias Ricou é o presidente de Aragão.